# Łabędź (Silésie)
Pour les articles homonymes, voir Łabędź.
Łabędź est une localité polonaise de la gmina de Koniecpol, située dans le powiat de Częstochowa en voïvodie de Silésie.